# 奇馬
奇馬是哥倫比亞的城鎮，位於該國西北部，由科爾多瓦省負責管轄，始建於1777年，面積335平方公里，海拔高度9米，2005年人口13,642，人口密度每平方公里40.72人。

## 外部連結
- （西班牙文） Gobernacion de Cordoba - Chimá[永久]
- （西班牙文） Chimá official website

9°09′N 75°38′W / 9.150°N 75.633°W